# Turretia dugdalei
Turretia dugdalei är en spindelart som beskrevs av Forster och Norman I. Platnick 1985. Turretia dugdalei ingår i släktet Turretia och familjen Orsolobidae. Inga underarter finns listade i Catalogue of Life.